# Zbigniew Balcewicz
Zbigniew Balcewicz (lit. Zbignevas Balcevičius; * 27. Juli 1946 in Zaviasai bei Maišiagala, Rajongemeinde Vilnius) ist ein litauischer Journalist und Politiker.

## Leben
1965 absolvierte er die pädagogische Schule Vilnius und 1972 das Diplomstudium der Rechtswissenschaft an der Vilniaus universitetas. Von 1965 bis 1981 arbeitete er als Lehrer in der Schule, bei Komsomol und KPdSU, von 1981 bis 1988 in der Stadtverwaltung Vilnius. Von 1990 bis 1992 war er Deputat im Seimas. Ab 1995 war er freier Journalist.
Ab 1993 war er Mitglied der Lietuvos lenkų rinkimų akcija, einer polnischen Partei in Litauen.